# Te Herehere Falls
Die Te Ariki Falls sind ein Wasserfall bislang nicht ermittelter Fallhöhe im Gebiet der Ortschaft Woodleigh im Waikato District der Region Waikato auf der Nordinsel Neuseelands. Am Westrand der Kaketu Range liegt er im Lauf des Mangataru Stream mit nördlicher Fließrichtung.